# 台湾総督ノ発スル命令公布式
台湾総督ノ発スル命令公布式（たいわんそうとくのはっするめいれいこうふしき、明治34年台湾総督府令第103号）は、日本統治時代の台湾において台湾総督が発する命令の形式及び公布の手続について規定した日本の台湾総督府令。明治34年（1901年）11月20日成立、公布。同年12月1日施行。
本令の制定によって、台湾総督ノ命令公布式（明治33年台湾総督府令第70号）は廃止された。
本令は、台湾総督命令公布式（昭和8年台湾総督府令第2号）の制定によって廃止された。

## 概要
台湾総督が発する命令は、台湾日日新報附録府報に掲載することをもって公布式とする。